# واتي بي
واتي بي هي شركة تسجيلات فرنسية مستقلة تم إنشاؤها عام 2000 من طرف دالاوا ومجموعة الراب الفرنسية آنتوشابل. أتت واتي بي من  "wati bɛɛ"، تعبير من لغة بامبارا يعني «كل الوقت». داوالا يدير عمليات الشركة.
بسبب شهرة أعمالها المسجلة، أنشأت واتي بي خطها للأزياء والملابس "Wati B" وتم افتتاح أول "Wati Boutique" في 1 فبراير 2011 في باريس.

## علامة

### عرض
قام داوالا مؤسس واتي بي، بابتكار علامته التجارية الجاهزة. ارتبطت العلامة التجارية مع ظهور مجموعة «سكسيون داسوت» كأول سفير.
يتم تسويق منتجات العلامة التجارية واتي بي في المتجر الرسمي على الإنترنت والمتاجر الفعلية، والتي تسمى «واتي للتسوق». في 6 فبراير 2011 يفتح الأول، الذي يقع في حي القاعات في باريس. يفتح متجر ثانٍ في نهاية عام 2013 في مرسيليا. في 5 نوفمبر 2014 يفتح ثالث متجر في ليون ثم متجرًا رابعًا في ستراسبورج في عام 2015.
يتم تصنيع أحدث منتجات القرطاسية والأمتعة بالشراكة مع مجموعة كليرفونتين.

### رعاية
تتواجد واتي بي أيضًا في عالم الرياضة، وترعى اليوم أندية كرة القدم مثل نادي مونبلييه هيرولت الرياضي، واستاد مالهيربي كاين، وأثليتيكو مارسيليا ونادي تور ، وكذلك نادي كرة السلة جاي إس إف نانتير اتحاد فرنسا لكرة السلة (LNB).